# Zacharias Janssen

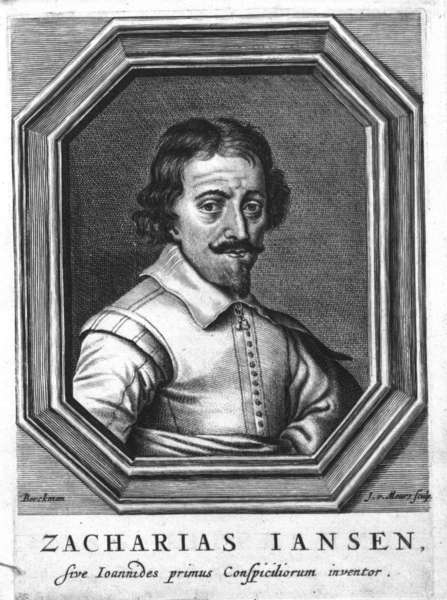
Zacharias Janssen

Zacharias Janssen (auch Sacharias Jansen, Zacharias Jansen geschrieben; * um 1588 in Den Haag; † um 1631 in Amsterdam) war ein niederländischer Optiker, der großenteils in  Middelburg wohnte.

## Leben und Wirken
Zacharias Janssen war ein griechischstämmiger (Ioannidis > Janssen), fähiger Optiker und Hausierer (niederländisch: Marskramer), der sein Handwerk von seinem Vater, dem Linsenschleifer und Brillenhändler Hans Martens Janssen († 1619) gelernt hatte. Durch seine Tätigkeit als Hausierer reiste er viel, später betrieb er in Amsterdam eine Firma, die jedoch in Konkurs ging. Auch war Janssen bekannt als Fälscher von Kupfer-, Gold- und Silbermünzen. Dadurch kam er öfter mit dem Gesetz in Konflikt und wurde auch verurteilt.
Janssen wird mit der Erfindung des Teleskops in Verbindung gebracht. Am 25. September 1608 wurde von Hans Lippershey ein Patent für die Erfindung des Teleskops angefragt. Im Oktober 1608 wurde erneut ein Patent angefragt, welches Janssen zugeschrieben wird. Kurze Zeit später wurde von Jacob Metius Anspruch auf das Patent erhoben. Lippershey demonstrierte seine Erfindung vor Moritz von Oranien in Den Haag, trotzdem erlangte er nicht das Patent.
Ein Jahr später, 1609, kam Galileo Galilei mit seinem selbst angefertigten Teleskop an die Öffentlichkeit.
Zacharias Janssens 1611 geborener Sohn, Johannes Zachariassen, sollte später unter Eid schwören, dass Hans Lippershey, auch aus Middelburg, die Idee seines Vaters für das Teleskop gestohlen habe.
Das Teleskop der Janssens war ein einfaches Rohr mit Linsen am Ende. Die Vergrößerung reichte von drei- bis neunmal.
Nach ihm sind der Mondkrater Jansen und der Exoplanet Janssen benannt.

## Weiterführende Literatur
- Daniel Boorstin, De ontdekkers. De zoektocht van de mens naar zichzelf en zijn wereld. Elsevier, Amsterdam 1987. ISBN 90-10-05931-6.
- Ilse Jahn: Janssen, Sacharias. In: Werner E. Gerabek u. a. (Hrsg.): Enzyklopädie Medizingeschichte. De Gruyter, Berlin / New York 2005, ISBN 3-11-015714-4, S. 688.